# 6. Fallschirmjäger-Division
Pour les articles homonymes, voir 6e division.
La 6. Fallschirmjäger-Division (6e division parachutiste) est une des divisions de parachutistes (Fallschirmjäger) de l'armée allemande (Wehrmacht) dans la Luftwaffe durant la Seconde Guerre mondiale.

## Historique
Formé en juin 1944 à Amiens en France sous le commandement de AOK.15, 
Tandis que la division se forme, le FJR.16 est transporté à Stendal, et plus tard à Vilna pour des combats en Lituanie, et est renommé Fallschirm-Grenadier-Regiment 3, appartenant à Fallschirm-Panzerkorps Hermann Göring. Le reste de la division (une seule force tactique) est entré en action immédiatement en Normandie, et a été en grande partie détruite dans la poche de Falaise. Divers éléments intègrent une unité ad-hoc de parachutistes, la Division Erdmann qui deviendra plus tard la 7. Fallschirmjäger-Division. 
La division est ordonnée sur la réforme du 15 novembre 1944 à Meppel aux Pays-Bas. La division est formée à partir des rares vestiges restants de l'ancienne division, et des Luftwaffe-festungs-Battailone II, XXIX, XXXI, XXXVIII, XXIX et XXXX. 
La division se rend aux forces canadiennes en mai 1945, à Zutphen aux Pays-Bas dans la poche appelée Festung Holland.

## Rattachement
| Date                         | Rattachement         | Location                                    |
| ---------------------------- | -------------------- | ------------------------------------------- |
| Juillet 1944                 | AOK.15               | Formation à Amiens                          |
| Août 1944                    | I. SS AK/Pz.AOK.5    | nord de la France                           |
| Septembre 1944               | LXXXVIII.AK/Fs.AOK.1 | Arnhem, Kleve, Kalkar, Marienbaum et Xanten |
| Octobre 1944 - Novembre 1944 | Heeresgruppe B       | Formation à Meppel                          |
| Décembre 1944                | LXXXVIII.AK/AOK.15   | Arnhem                                      |
| Janvier 1945                 | LXXXVIII.AK/AOK.25   | Arnhem, Wesel                               |
| Février 1945 - Mars 1945     | XXXXVII.AK/Fs.AOK.1  | Kleve, Wesel                                |
| Avril 1945                   | LXXXVIII.AK/AOK.25   | Festung Holland (Zutphen)                   |

## Commandement
| Début            | Fin              | Grade           | Nom                      |
| ---------------- | ---------------- | --------------- | ------------------------ |
| 1er mai 1944     | 3 septembre 1944 | Generalleutnant | Rüdiger von Heyking (en) |
| 3 septembre 1944 | 1er octobre 1944 | Oberstleutnant  | Harry Herrmann (en)      |
| 1er octobre 1944 | 8 mai 1945       | Generalleutnant | Hermann Plocher          |

## Chef d'état-major
| Début            | Fin              | Grade          | Nom                                            |
| ---------------- | ---------------- | -------------- | ---------------------------------------------- |
| Juin 1944        | Septembre 1944   | Major          | Freiherr von Quadt-Wykradt-Höchtenbruck (Heer) |
| 1er octobre 1944 | 31 décembre 1944 | Major          | Dieter Rohlack                                 |
| 1945             | 1945             | Oberstleutnant | Aberger                                        |

## Composition

### 1944
- Fallschirm-Jäger-Regiment 16
- Fallschirm-Jäger-Regiment 17
- Fallschirm-Jäger-Regiment 18
- Fallschirm-Panzer-Jäger-Abteilung 6
- Fallschirm-Granatwerfer-Abteilung 6
- Fallschirm-Artillerie-Regiment 6
- Fallschirm-Flak-Abteilung 6
- Fallschirm-Pionier-Bataillon 6
- Fallschirm-Luftnachrichten-Abteilung 6
- Fallschirm-Sanitäts-Abteilung 6
- Nachschubführer der 6. Fallschirm-Jäger-Division
- Fallschirm-Feldersatz-Bataillon 6, ( à partir de novembre 1944)

Le remplacement des troupes se fait à partir du Fallschirm-Jäger-Ersatz-Bataillon 3

## Théâtres d'opérations
- Poche de Falaise
- Bataille des Ardennes
- Poche de la Ruhr